# Институт за съвременно изкуство – София
Институтът за съвременно изкуство – София (ИСИ – София) е частна неправителствена организация, асоциация на куратори, художници, изкуствоведи и теоретици на изкуството.

## История

### Зараждане
Инициативата се заражда в професионалните взаимоотношения между приятели, споделящи общи идеи за променената динамика и облик на изкуството след 1989 г. Началото си води от 1992 г. с българското участие на биеналето в Истанбул (с комисар Яра Бубнова и куратор Лъчезар Бояджиев), а официалното му основаване става факт през юни 1995 г.
В периода 2003 – 2006 г. ИСИ осъществява дейността си в Център АТА/ИСИ в София.

## Основатели
Институт за съвременно изкуство – София е основан през 1995 г. от Лъчезар Бояджиев, художник; Мария Василева, изкуствовед (членува до 2012 г.); Борис Данаилов, изкуствовед (членува до 1997 г.); Яра Бубнова, изкуствовед; Правдолюб Иванов, художник; Кирил Прашков, художник; Недко Солаков, художник; Веселин Цочев, адвокат (членува до 1997 г.)

#### Екип на ИСИ – София
- Яра Бубнова (директор, куратор),
- Лъчезар Бояджиев (художник),
- Мариела Гемишева (моден дизайнер),
- Правдолюб Иванов (художник),
- Александър Кьосев (културолог),
- Кирил Прашков (художник),
- Калин Серапионов (художник),
- Недко Солаков (художник),
- Мария Василева (куратор),
- Красимир Терзиев (художник),
- Стефан Николаев (художник),
- Иван Мудов (художник).

### Нови членове 2021
Новите членове за 2021 на ИСИ - София
- Аксиния Пейчева, художник,
- Мария Налбантова, художник,
- Мартин Пенев, художник,
- Радостин Седевчев, художник
- София Грънчарова, художник.

## Галерия ИСИ
През август 2009 г. ИСИ – София отваря вратите на собствена галерия в София – място за изложби, лекции, презентации, архив, професионална библиотека, „пространство на мечти“. За откриването ѝ членовете на ИСИ – София подготвят изложбата „Техники“.
Второто представяне е изложба на Рада Букова – „Sill life… останалото е мъгла и вятър“.
В края на 2009 г. се открива изложбата „International artist“ на румънския художник Дан Пержовски.
На 3-то място се нарежда архивната изложба „Нашите 20 години в съвременното изкуство“ (май-юни 2010), следвана от „Персона“ (юли 2010) – дебют на младия куратор Вера Млечевска.

## Цели и дейност

### Популяризиране на съвременното българско изкуство
При създаването на ИСИ – София първата задача, която си поставят членовете му, е популяризирането на съвременното българско изкуство по света. Водещата цел в това начинание е представянето на съществуващото българско съвременно изкуство, неговата проблематика, концепции, индивидуалности.
С това се свързват множеството участия в международни биеналета (Истанбул ’92, ’95; Сао Пауло ’94, Тирана ’01, Цетине ’02, Венеция ’05, ’07 и др.) – по покана, чрез държавни конкурси и под други форми.

#### Архивиране
Втората задача, която ИСИ поставя пред себе си като неделима от първата, е архивирането и създаването на база данни на съвременното изкуство. По думите на директора Яра Бубнова институтът притежава „може би най-пълната информация за това какво се е случило в българското изкуство от края на 1980-те години до ден днешен“. Архивният проект на ИСИ – София става реалност през май 2010 г. под надслов „Нашите 20 години съвременно изкуство“.

#### Образователни програми и обмен
Друга задача на ИСИ е образователната програма. Тя не претендира за статут на образователна институция, предлагаща академични знания. Но се канят хора, които изнасят лекции, полагат се усилия кураторите от страната да се срещат с художниците, да има нормален професионален обмен на информация. От 2008 г. ИСИ – София приобщава България към международната ежегодна награда за млад художник „БАЗА“. Някои от членовете на ИСИ са в журито ѝ. След излъчване на победителя (обикновено през май-юли), в рамките на същата календарна година, се организира негова изложба в галерията на ИСИ.